# Окулово (Самойловское сельское поселение)
Окулово — деревня в Самойловском сельском поселении Бокситогорского района Ленинградской области.

## История
ОКУЛОВО — деревня Лемутровского общества, прихода Озерского погоста. Река Тихвинка. 

Крестьянских дворов — 9. Строений — нет, в том числе жилых — нет. Школа и кузница. Жители занимаются рубкой, возкой и сплавом леса. 

Число жителей деревни по семейным спискам 1879 г.: 24 м. п., 31 ж. п.; по приходским сведениям 1879 г.: 28 м. п., 34 ж. п.

Сборник Центрального статистического комитета описывал её так:

ОКУЛОВА — деревня бывшая государственная, дворов — 11, жителей — 59; волостное правление, в 2-х верстах — лесопильный завод. (1885 год)

В конце XIX — начале XX века деревня административно относилась к Деревской волости 5-го земского участка 3-го стана Тихвинского уезда Новгородской губернии.

ОКУЛОВО — деревня Лемутровского общества, число дворов — 8, число домов — 14, число жителей: 40 м. п., 35 ж. п.; Занятия жителей: земледелие. Речка Тихвинка. Волостное правление, земская конная станция, мелочная лавка, смежна с погостом Озерско-Михайловским, почтовое учреждение. (1910 год)

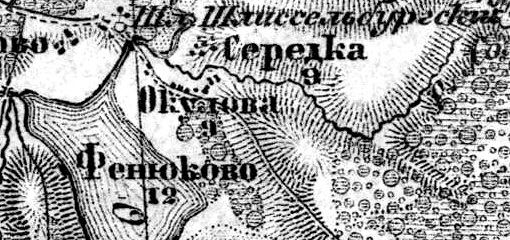
Деревня Окулово на карте 1917 года

Согласно карте Новгородской губернии 1917 года, деревня называлась Окулова и насчитывала 9 крестьянских дворов.
С 1917 по 1918 год деревня входила в состав Деревской волости Тихвинского уезда Новгородской губернии.
С 1918 года, в составе Череповецкой губернии.
С 1924 года, в составе Пикалёвской волости.
С 1927 года, в составе Окуловского сельсовета Пикалёвского района.
С 1932 года, в составе Ефимовского района.
По данным 1933 года деревня Окулово являлась административным центром Окуловского сельсовета Ефимовского района, в который входили 27 населённых пунктов: деревни Верховье Озёры, Володино, Горка, Грелокино, Данилов Конец, Жолобово и село Казённое, Карповская, Клишино, Кузнецово, Носково, Лемутрово, Монаково, Новинка, Окулово, Осиновка, Пакшеево, Плутино, Подборовье, Поток, Сара, Середка, Слизиха, Сычево, Угол, Фаниково, Харлово, общей численностью населения 3408 человек.
В 1950 году население деревни составляло 222 человека.
С 1952 года, в составе Бокситогорского района.
С 1963 года, вновь в составе Ефимовского района.
С 1965 года вновь в составе Бокситогорского района. В 1965 году население деревни составляло 24 человека.
По данным 1966 и 1973 годов деревня Окулово являлась административным центром Окуловского сельсовета Бокситогорского района.
По данным 1990 года деревня Окулово входила в состав Самойловского сельсовета.
В 1997 году в деревне Окулово Самойловской волости проживал 51 человек, в 2002 году — также 51 (русские — 94 %).
В 2007 году в деревне Окулово Самойловского СП проживали 38 человек, в 2010 году — 47.

## География
Деревня расположена в северо-западной части района на автодороге 41К-297 (Окулово — Слизиха).
Расстояние до административного центра поселения — 16 км.
Расстояние до районного центра — 50 км.
Расстояние до ближайшей железнодорожной платформы Обринский на линии Волховстрой I — Вологда — 15 км. 
Деревня находится на правом берегу реки Тихвинки.

## Демография
| 1997 | 2002 | 2007 | 2010 | 2017 |
| ---- | ---- | ---- | ---- | ---- |
| 51   | →51  | ↘38  | ↗47  | ↘36  |

## Достопримечательности
Церковь во имя Архангела Михаила, руинирована. Деревянная церковь на её месте в 1496 году уже существовала. В 1823 году она сгорела. Каменная церковь была выстроена в 1837 году и действовала до 1936 года.